# 紙フトタッチダウン
紙フトタッチダウン（KAMI-FOOT TOUCH DOWN、かみフトタッチダウン）は、『天才てれびくんシリーズ』のスポーツゲームコーナー。

## 概要
紙飛行機とアメリカンフットボールをミックスした番組独自のスポーツ。てれび戦士がチームを結成し、視聴者から募ったチームと対戦する。チーム人数は3人1組。2005年度から1年間を3つのステージに分け、ステージごとにてれび戦士の優勝チームを決定。2006年度からは年度末に年間王者を決めるチャンピオンシップも開催された。審判・司会は2004年度 - 2005年度はどーよ、2006年度 - 2008年度は井上マーが務めた。実況はフリーアナウンサーの大澤幹朗。
2020年度以降の木曜生放送では生放送版「紙フト」が不定期に行われている。
また、2022年度には天てれ30周年記念企画のひとつとして新旧てれび戦士で対戦する復活版が放送され、進行を霜降り明星が務めた。

## 基本ルール
クォーターバック（QB）がスタートラインから紙飛行機を投げ、味方のレシーバー（WR）がそれをネットでキャッチする。見事キャッチできればその地点まで進むことができる。それを繰り返し、15メートル（2006年度のみ16メートル）先のゴールゾーンを目指す。相手チームはディフェンスとしてうちわを使ってその邪魔をするが、紙飛行機がうちわに当たるとファウルになる。また、紙飛行機がディフェンスの体に触れてもファウルとなり、ファウルの場合は攻撃側がキャッチ成功と同様、ファウル地点まで進むことができる。ゴールゾーンでキャッチするとタッチダウン（TD）となり20点獲得（少しでも足を踏み入れていればタッチダウンとみなされる）、フィールドのポストの上に紙飛行機を通すことができればフィールドゴール（FG）で8点獲得。得点を獲得した場合は再びスタートラインから攻撃開始となる。紙飛行機を落とすかフィールドの外に出すとミス（2回だけではあるが、紙飛行機を手で網に入れるという反則によるミスの判定もあった）。3回ミスしてしまうと攻守交代となる。前後半行い獲得得点の多いチームの勝利。同点時はゴールまで5メートルの地点からのフィールドゴール対決(両チームの選手3人が1回ずつ投げて多く入った方が勝利、3人が投げた時点で同点ならサドンデス)を行い決着をつける。

## 2004年度

### 特徴
各回RGかUWFのメンバー3人と地元小学校のチーム3人が戦う。視聴者チームはてれび戦士のチームとは逆のチームの名前（RGが戦士ならUWF、UWFならその逆）と地名を組み合わせたもの。メンバー構成は毎回変わる。

### チーム
| レインボー・ガーディアンズ   |
| アンダーワールド・ファミリー |

### 放送日程
「天てれゲームゾーン」水曜日枠。
| 2004年   | チーム | てれび戦士                                   | 対戦相手           | 脚注   |
| -------- | ------ | -------------------------------------------- | ------------------ | ------ |
| 04月07日 | RG     | 井出卓也、白木杏奈、橋本甜歌                 | てれび戦士         | [ 1 ]  |
| 04月07日 | UWF    | ド・ランクザン望、堀江幸生、伊倉愛美         | てれび戦士         | [ 1 ]  |
| 04月14日 | UWF    | 髙橋郁哉、近藤エマ、張沢紫星                 | 茨城県ひたちなか市 | [ 2 ]  |
| 04月21日 | RG     | 白木杏奈、橋本甜歌、川﨑樹音                 | 三重県             | [ 3 ]  |
| 04月28日 | UWF    | 飯田里穂、髙橋郁哉、伊倉愛美                 | 東京都世田谷区     | [ 4 ]  |
| 05月12日 | RG     | ジョアン・ヤマザキ、浅野優梨愛、千秋レイシー | 新潟県見附市       | [ 5 ]  |
| 05月19日 | UWF    | 堀江幸生、中村有沙、洸太レイシー             | 福岡県北九州市     | [ 6 ]  |
| 05月26日 | UWF    | 篠原愛実、髙橋郁哉、張沢紫星                 | 兵庫県福崎町       | [ 7 ]  |
| 06月02日 | RG     | 前田公輝、バーンズ勇気、千秋レイシー         | 埼玉県越谷市       | [ 8 ]  |
| 06月16日 | UWF    | 篠原愛実、髙橋郁哉、張沢紫星                 | 香川県高松市       | [ 9 ]  |
| 06月23日 | RG     | 前田公輝、バーンズ勇気、千秋レイシー         | 福島県金山町       | [ 10 ] |
| 06月30日 | UWF    | 飯田里穂、ド・ランクザン望、近藤エマ         | 群馬県高崎市       | [ 11 ] |
| 07月07日 | RG     | 井出卓也、村田ちひろ、橋本甜歌               | 長野県             | [ 12 ] |
| 09月08日 | UWF    | 髙橋郁哉、近藤エマ、張沢紫星                 | 茨城県ひたちなか市 | [ 13 ] |
| 09月15日 | RG     | 白木杏奈、村田ちひろ、川﨑樹音               | 北海道静内町       | [ 14 ] |
| 09月22日 | UWF    | 飯田里穂、髙橋郁哉、伊倉愛美                 | 静岡県富士宮市     | [ 15 ] |
| 09月29日 | RG     | 井出卓也、村田ちひろ、川﨑樹音               | 北海道恵庭市       | [ 16 ] |
| 10月13日 | UWF    | 堀江幸生、ド・ランクザン望、篠原愛実         | 石川県小松市       | [ 17 ] |
| 10月20日 | RG     | 井出卓也、橋本甜歌、千秋レイシー             | 山口県岩国市       | [ 18 ] |
| 11月03日 | UWF    | 髙橋郁哉、伊倉愛美、近藤エマ                 | 大阪府大阪市       | [ 19 ] |
| 11月17日 | RG     | 前田公輝、ジョアン・ヤマザキ、バーンズ勇気   | 鹿児島県加治木町   | [ 20 ] |
| 11月24日 | UWF    | 堀江幸生、ド・ランクザン望、洸太レイシー     | 千葉県流山市       | [ 21 ] |
| 12月01日 | RG     | バーンズ勇気、橋本甜歌、千秋レイシー         | 宮城県仙台市       | [ 22 ] |
| 12月08日 | UWF    | 飯田里穂、髙橋郁哉、近藤エマ                 | 京都府長岡京市     | [ 23 ] |
| 2005年   | チーム | てれび戦士                                   | 対戦相手           | 脚注   |
| 01月12日 | RG     | バーンズ勇気、橋本甜歌、千秋レイシー         | 山形県寒河江市     | [ 24 ] |
| 01月19日 | UWF    | 飯田里穂、髙橋郁哉、近藤エマ                 | 和歌山県かつらぎ町 | [ 25 ] |
| 01月26日 | RG     | 前田公輝、ジョアン・ヤマザキ、川﨑樹音       | 愛知県岩倉市       | [ 26 ] |

## 2005年度

### 特徴
この年度以降は全ての戦士が固定チームに参加し、チームごとで優勝を競う形に変更された。
- 1学期：まずは開幕戦として3名ずつのチーム3組が総当たり戦を行い、その後それぞれのチームが視聴者チームと2戦ずつ試合を行う。勝利数の最も多いチームの優勝。勝利数が一番少ないチームが下部リーグのK-2へ降格（勝利数が同数の場合得失点差で優劣を決める）。
- 2学期：1学期上位2チームと新チームが参加。1学期とは異なり、まず全チームが2戦ずつ視聴者チームと試合をした後にチーム間での総当たり戦が行われた。
- 3学期：事前にK-2昇格戦が実施(ただし、2学期でもこの昇格戦は行われていた可能性はある)され、優勝したチームがK-1へ昇格する。その他ルールは同じ（このステージ以降は勝利数が同数の場合はフィールドゴール決戦で決着をつける）。
  - 昇格戦では今まで出たチームと新チームの5チームがトーナメントで競った。ただし、この年の戦士の数は両チーム11人ずつの計22人だったため、1チームだけ4人、さらにそのチームだけ所属チームが混合されていた。
  - 本選のルールは基本的には2学期と同一。ただし、視聴者チームとの試合が3戦に増加した。なお、この回では最後の総当たりの時点で全チームの戦績が2勝1敗であったため、事実上この総当たりの結果だけで決着がつく形となった。

### チーム
チーム名の由来はスチームナイツ / ジョーキマホーンズに言葉を加えたもの。
| チーム                         | メンバー                                 | 主な戦績                                              |
| ------------------------------ | ---------------------------------------- | ----------------------------------------------------- |
| スチームナイツ・サッソウ       | 飯田里穂、バーンズ勇気、木村遼希         | 1stステージ:2位 2ndステージ:優勝 3rdステージ:3位      |
| スチームナイツ・トオボエ       | 近藤エマ、髙橋郁哉、藤田ライアン         | 1stステージ:優勝 2ndステージ:2位 3rdステージ:2位      |
| ジョーキマホーンズ・ワルブル   | 川﨑樹音、ド・ランクザン望、笠原拓巳     | 1stステージ:3位(降格) 2ndステージ:K2 3rdステージ:優勝 |
| ジョーキマホーンズ・マボロシ   | 洸太レイシー、千秋レイシー、一木有海     | 1stステージ:K2 2ndステージ:3位(降格) 3rdステージ:K2   |
| スチームナイツ・ザッソウ       | 浅野優梨愛、前田公輝、篠原愛実           | 年間通じてK2                                          |
| ユゲデールドリームス・ゲンソウ | 橋本甜歌、木内梨生奈、藤本七海、木内江莉 | 年間通じてK2                                          |
| ジョーキマホーンズ・マッスル   | 伊倉愛美、村田ちひろ、永島謙二郎         | 年間通じてK2                                          |

### 放送日程
火曜日（2005年9月7日のみ水曜日）に放送。
| 放送日          | 対戦       | 対戦    | 対戦    | 対戦                                    | 脚注   |
| --------------- | ---------- | ------- | ------- | --------------------------------------- | ------ |
| 2005年 04月05日 | SKサッソウ | ○       | ●       | JMワルブル                              | [ 27 ] |
| 2005年 04月05日 | SKトオボエ | ○       | ●       | SKサッソウ                              | [ 27 ] |
| 2005年 04月05日 | SKトオボエ | ○       | ●       | JMワルブル                              | [ 27 ] |
| 2005年 04月05日 | SKサッソウ | 008     | 000     | 神奈川県相模原市 相模原ジュニアーズ     | [ 27 ] |
| 2005年 04月12日 | SKトオボエ | 020     | 000     | 宮城県名取市 名取ダイヤモンドイーグルス | [ 28 ] |
| 2005年 04月19日 | JMワルブル | 020     | 000     | 大分県大分市 大分シーホークス           | [ 29 ] |
| 2005年 04月26日 | SKサッソウ | 096     | 076     | 兵庫県加古郡播磨町 播磨フェニックス     | [ 30 ] |
| 2005年 05月10日 | SKトオボエ | 076     | 040     | 大阪府吹田市 吹田ファイターズ           | [ 31 ] |
| 2005年 05月17日 | JMワルブル | 084     | 000     | 埼玉県入間郡三芳町 三芳上富シャークス   | [ 32 ] |
| 2005年 05月24日 | JMマボロシ | 000     | 048     | 山梨県韮崎市 韮崎ファイトアマリ         | [ 33 ] |
| 2005年 05月31日 | SKトオボエ | 060     | 008     | 千葉県船橋市 船橋ドルフィンズ           | [ 34 ] |
| 2005年 06月14日 | SKサッソウ | 060     | 016     | 岐阜県可児市 可児バンビーナ             | [ 35 ] |
| 2005年 06月21日 | JMマボロシ | 000     | 008     | 福島県福島市 福島ウメガーズ             | [ 36 ] |
| 2005年 06月28日 | SKサッソウ | 100     | 048     | 滋賀県長浜市 長浜スコービオンズ         | [ 37 ] |
| 2005年 07月05日 | SKトオボエ | 060     | 080     | 東京都世田谷区 世田谷レンジャー         | [ 38 ] |
| 2005年 09月07日 | SKトオボエ | 060     | 008     | JMマボロシ                              | [ 39 ] |
| 2005年 09月07日 | SKサッソウ | 020 FG2 | 020 FG1 | JMマボロシ                              | [ 39 ] |
| 2005年 09月13日 | SKサッソウ | 040     | 140     | SKトオボエ                              | [ 40 ] |
| 2005年 09月20日 | JMワルブル | 028     | 000     | JMマボロシ                              | [ 41 ] |
| 2005年 09月20日 | JMマッスル | 000 FG1 | 000 FG0 | YDゲンソウ                              | [ 41 ] |
| 2005年 09月20日 | JMワルブル | 000 FG1 | 000 FG0 | SKザッソウ                              | [ 41 ] |
| 2005年 09月20日 | JMマッスル | 000 FG0 | 000 FG1 | JMワルブル                              | [ 41 ] |
| 2005年 09月27日 | JMワルブル | 064     | 000     | 北海道江別市 江別マッスルボディズ       | [ 42 ] |
| 2005年 10月11日 | SKサッソウ | 040     | 000     | 静岡県袋井市 袋井浅羽ウイング           | [ 43 ] |
| 2005年 10月18日 | SKトオボエ | 040     | 120     | 北海道白老郡白老町 白老虎杖浜タイガース | [ 44 ] |
| 2005年 10月25日 | JMワルブル | 020     | 000     | 山口県下関市 下関マリンキャンディ       | [ 45 ] |
| 2005年 11月01日 | SKサッソウ | 100     | 068     | 福岡県柳川市 柳川トリプルキッズ         | [ 46 ] |
| 2005年 11月15日 | SKトオボエ | 068     | 000     | 京都府八幡市 八幡ブルークローバー       | [ 47 ] |
| 2005年 11月22日 | JMワルブル | 020     | 068     | 富山県富山市 富山チェリーブロッサム     | [ 48 ] |
| 2005年 11月29日 | SKサッソウ | 040     | 048     | 長野県千曲市 千曲魂ーズ                 | [ 49 ] |
| 2005年 12月06日 | SKトオボエ | 104     | 060     | 群馬県伊勢崎市 伊勢崎太陽―ズ            | [ 50 ] |
| 2006年 01月10日 | SKトオボエ | 008     | 140     | JMワルブル                              | [ 51 ] |
| 2006年 01月10日 | SKトオボエ | 024     | 020     | SKサッソウ                              | [ 51 ] |
| 2006年 01月17日 | SKサッソウ | 060 FG2 | 060 FG3 | JMワルブル                              | [ 52 ] |

## 2006年度

### 特徴
基本ルールは変わらないがこの年のみフィールドゴールの支柱の上にネットが設けられ、そこに入るとスーパーゴール(SG)として50点加算された（成功者なし）。また、通常は画面に向かって左側に攻めるのだが右側に攻めることもできるようになった。この年から年度末に年間王者を決定するチャンピオンシップが開催されるようになった。また、チームも戦士としての所属チーム(この年はSKとJM)が混合されるようになった。
- 1学期：まずは開幕戦として3名ずつのチーム3組が総当たり戦を行い、その後それぞれのチームが視聴者チームと3戦ずつ対戦、最後にもう一度全チームで総当たり対戦を行う。勝利数の最も多いチームの優勝という展開だったが3チームの勝敗が並んでしまいフィールドゴール対決で順位を決め、最下位だったチームが下部リーグのK-2へと降格した。
- 2学期：事前にK-2昇格戦が実施され、1学期とほぼ同様のルール。ただし、視聴者チームとの対戦が2戦に減少。
  - この年度の昇格戦より前のシーズンにK-2落ちしたチームを除く5チームがトーナメントで競った。
  - なお、1シーズン、2シーズン共に全試合終了時点での勝敗数では決着がつかなかったのでフィールドゴール対決で順位を決定した。
- 3学期：2シーズン目と同じく事前にK-2昇格戦が実施され、優勝したチームがK-1へ昇格する。その他ルールは同じ。
  - 本選ではまず開幕戦として全チームが総当たりで対決した後、視聴者との対戦が1戦ずつ行われた。なお、このシーズンではシーズン内の優勝者は決めず、成績はこの後の年間チャンピオン決定戦の対戦カード決定のために使用され、順位に応じたアドバンテージが与えられた。
- 紙フトチャンピオンシップ:年度末に行われた年間チャンピオン決定戦。まずはこの時点でK-2の5チームのトーナメントによりK-2の代表チームが決定。その後、3rdステージ3位のチームとK-2代表チームが対戦、次に1回戦の勝者と3rdシーズン2位が対戦、最後に2回戦の勝者と3rdシーズン1位が対戦し、最終的に勝ち残った方が優勝。
  - 1シーズンにK-1から降格しK-2から勝ち上がったチームが逆転優勝を果たした。

### チーム
チーム名の由来は地名もしくは鉄道路線名に言葉を加えたもの。
| チーム                   | メンバー                             | 主な戦績                                                                     |
| ------------------------ | ------------------------------------ | ---------------------------------------------------------------------------- |
| ムサシ・ジョウネッツ     | バーンズ勇気、千葉一磨、川﨑樹音     | 1stステージ：優勝 2ndステージ:2位 3rdステージ:1位 チャンピオンシップ:2位     |
| ボウソウ・ゴリオッシュ   | 永島謙二郎、髙橋郁哉、日向滉一       | 1stステージ：3位(降格) 2ndステージ:K2 3rdステージ:K2 チャンピオンシップ:優勝 |
| キタカワチ・イチカバチカ | 木村遼希、藤本七海、藤田ライアン     | 1stステージ：2位 2ndステージ:優勝 3rdステージ:2位 チャンピオンシップ:3位     |
| ケイヒン・カシマシー     | 木内江莉、橋本甜歌、細川藍           | 1stステージ：K2 2ndステージ:K2 3rdステージ:3位 チャンピオンシップ:4位        |
| オオエド・キラメッキー   | 篠原愛実、小関裕太、細田羅夢         | 1stステージ：K2 2ndステージ:3位(降格) 3rdステージ:K2                         |
| チチブ・オシトヤカ       | 伊倉愛美、大木梓彩、加藤ジーナ       | 年間通してK2                                                                 |
| サイキョウ・シャカリキ   | 木内梨生奈、渡邊エリー、笠原拓巳     | 年間通してK2                                                                 |
| メグロ・マボロシRX       | 洸太レイシー、千秋レイシー、一木有海 | 年間通してK2                                                                 |

### 放送日程
水曜日に放送。
| 放送日          | 対戦         | 対戦    | 対戦    | 対戦                                             | 脚注   |
| --------------- | ------------ | ------- | ------- | ------------------------------------------------ | ------ |
| 2006年 04月05日 | ジョウネッツ | 020     | 040     | イチカバチカ                                     | [ 53 ] |
| 2006年 04月05日 | イチカバチカ | 000     | 020     | ゴリオッシュ                                     | [ 53 ] |
| 2006年 04月05日 | ゴリオッシュ | 056     | 020     | ジョウネッツ                                     | [ 53 ] |
| 2006年 04月12日 | イチカバチカ | 020 FG0 | 020 FG2 | 大阪府大阪市 大阪清江シャークス                  | [ 54 ] |
| 2006年 04月19日 | ゴリオッシュ | 020     | 000     | 宮崎県宮崎郡清武町 清武サンシャインズ            | [ 55 ] |
| 2006年 04月26日 | ジョウネッツ | 000     | 040     | 栃木県河内郡上三川町 上三川パワーウィングス      | [ 56 ] |
| 2006年 05月10日 | イチカバチカ | 040     | 028     | 福島県二本松市 二本松安達太良フェニックス        | [ 57 ] |
| 2006年 05月17日 | ゴリオッシュ | 020     | 040     | 岡山県岡山市 岡山幡多っ子ビクトリーズ            | [ 58 ] |
| 2006年 05月24日 | ジョウネッツ | 020     | 008     | 兵庫県 神戸市立名倉小学校 神戸TN3                | [ 59 ] |
| 2006年 05月31日 | イチカバチカ | 040     | 000     | 茨城県 石岡市立石岡小学校 石岡チビックズ         | [ 60 ] |
| 2006年 06月14日 | ゴリオッシュ | 044     | 040     | 埼玉県 狭山市立入間川小学校 狭山入間川ベアーズ   | [ 61 ] |
| 2006年 06月21日 | ジョウネッツ | 060     | 020     | 新潟県 長岡市立宮内小学校 宮内コメコメ百俵チーム | [ 62 ] |
| 2006年 06月28日 | ゴリオッシュ | 000     | 020     | イチカバチカ                                     | [ 63 ] |
| 2006年 06月28日 | イチカバチカ | 008     | 080     | ジョウネッツ                                     | [ 63 ] |
| 2006年 07月05日 | ゴリオッシュ | 000     | 020     | ジョウネッツ                                     | [ 64 ] |
| 2006年 07月05日 | FG決戦       | 1位     | FG3     | ジョウネッツ                                     | [ 64 ] |
| 2006年 07月05日 | FG決戦       | 2位     | FG2     | イチカバチカ                                     | [ 64 ] |
| 2006年 07月05日 | FG決戦       | 3位     | FG0     | ゴリオッシュ                                     | [ 64 ] |
| 2006年 09月13日 | オシトヤカ   | 000 FG2 | 000 FG1 | マボロシRX                                       | [ 65 ] |
| 2006年 09月13日 | オシトヤカ   | 000 FG0 | 000 FG1 | キラメッキー                                     | [ 65 ] |
| 2006年 09月13日 | シャカリキ   | 000 FG0 | 000 FG2 | カシマシー                                       | [ 65 ] |
| 2006年 09月13日 | キラメッキー | 000 FG1 | 000 FG0 | カシマシー                                       | [ 65 ] |
| 2006年 09月20日 | イチカバチカ | 040     | 028     | ジョウネッツ                                     | [ 66 ] |
| 2006年 09月20日 | ジョウネッツ | 020     | 000     | キラメッキー                                     | [ 66 ] |
| 2006年 09月20日 | イチカバチカ | 100     | 028     | キラメッキー                                     | [ 66 ] |
| 2006年 09月27日 | ジョウネッツ | 060     | 020     | 北海道 旭川市立高台小学校 旭川高台アニマルズ     | [ 67 ] |
| 2006年 10月11日 | キラメッキー | 028     | 020     | 群馬県 渋川市立橘小学校 渋川橘キッカーズ         | [ 68 ] |
| 2006年 10月18日 | イチカバチカ | 020 FG7 | 020 FG6 | 北海道 登別市立青葉小学校 登別スリーベアーズ     | [ 69 ] |
| 2006年 10月25日 | ジョウネッツ | 120     | 000     | 高知県 土佐町立田井小学校 土佐ガールズ           | [ 70 ] |
| 2006年 11月08日 | キラメッキー | 016     | 000     | 東京都 杉並区立杉並第八小学校 杉並オーシマーズ   | [ 71 ] |
| 2006年 11月15日 | イチカバチカ | 080     | 040     | 長野県 青木村立青木小学校 青木ナイツK・Y・S      | [ 72 ] |
| 2006年 11月22日 | イチカバチカ | 028     | 020     | キラメッキー                                     | [ 73 ] |
| 2006年 11月22日 | キラメッキー | 040     | 080     | ジョウネッツ                                     | [ 73 ] |
| 2006年 11月29日 | イチカバチカ | 040     | 080     | ジョウネッツ                                     | [ 74 ] |
| 2006年 11月29日 | イチカバチカ | FG3     | FG1     | ジョウネッツ                                     | [ 74 ] |
| 2006年 12月06日 | ゴリオッシュ | 040 FG1 | 040 FG2 | シャカリキ                                       | [ 75 ] |
| 2006年 12月06日 | シャカリキ   | 000     | 008     | カシマシー                                       | [ 75 ] |
| 2006年 12月06日 | オシトヤカ   | 040     | 000     | マボロシRX                                       | [ 75 ] |
| 2006年 12月06日 | カシマシー   | 020     | 000     | オシトヤカ                                       | [ 75 ] |
| 2007年 01月10日 | ジョウネッツ | 100     | 000     | カシマシー                                       | [ 76 ] |
| 2007年 01月10日 | イチカバチカ | 040     | 048     | ジョウネッツ                                     | [ 76 ] |
| 2007年 01月10日 | イチカバチカ | 040     | 020     | カシマシー                                       | [ 76 ] |
| 2007年 01月17日 | カシマシー   | 008     | 068     | 千葉県 多古町立常盤小学校 多古米デリシャス       | [ 77 ] |
| 2007年 01月24日 | イチカバチカ | 080     | 048     | 東京都 北区立柳田小学校 北区柳田グリーンズ       | [ 78 ] |
| 2007年 01月31日 | ジョウネッツ | 080     | 008     | 岩手県 盛岡市立山岸小学校 盛岡ドルフィンズ       | [ 79 ] |
| 2007年 02月14日 | キラメッキー | 020     | 008     | シャカリキ                                       | [ 80 ] |
| 2007年 02月14日 | オシトヤカ   | 000     | 008     | キラメッキー                                     | [ 80 ] |
| 2007年 02月21日 | ゴリオッシュ | 088     | 000     | マボロシRX                                       | [ 81 ] |
| 2007年 02月21日 | キラメッキー | 000     | 028     | ゴリオッシュ                                     | [ 81 ] |
| 2007年 02月28日 | ゴリオッシュ | 040     | 000     | カシマシー                                       | [ 82 ] |
| 2007年 02月28日 | ゴリオッシュ | 120     | 000     | イチカバチカ                                     | [ 82 ] |
| 2007年 02月28日 | ゴリオッシュ | 060     | 000     | ジョウネッツ                                     | [ 82 ] |

## 2007年度

### 特徴
この年からゴールゾーンでファウルした場合、それまではゴールゾーンギリギリからスタートしていたが、この年からフリースローが2回与えられるようになった。また、スタートゾーン以外からの再開の場合、クオーターバックが後方（斜め・横は含まない）に下がって紙飛行機を投げてもよい、というルールが追加された。この年度以降はK-1のチームが4チームに拡大。それに伴い、通常のK-2降格枠も下位2チームになった。
- 1学期：まずは開幕戦として4チームによる総当たり戦を行い、その後それぞれのチームが視聴者チームと2戦ずつ対戦しその勝敗数で順位を決める（ただしてれび戦士は最後の直接対決が行われないことを知らされなかった）。その後、勝敗数が並んでいた上位2チームが優勝決定戦として1試合行われた。
  - ここでは新チーム4チームに加えて1学期の2位チームが1学期のタッチダウン数0を理由に降格、特例で昇格戦に参戦。2ブロックによるトーナメントの勝者2チームに加え、トーナメントで敗れた3チームによるフィールドゴール対決で1チーム、計3チームが昇格。
- 2学期：1学期優勝チームと事前のK-2昇格戦で昇格した3チームの4チームが視聴者チームと3戦行いその勝敗数で優勝を決める（ただし、てれび戦士は最後の直接対決が行われないことを知らされなかった）。その後、勝敗数が並んでいた下位3チームがK1残留をかけた決定戦として前半のみ攻撃の総当たり戦が行われた（ただし、3学期にサードシーズンは行われず、後述のチャンピオンシップも1学期・2学期優勝チームが招集されたため、2学期でK1に残留したことは無意味となった）。
- 紙フトチャンピオンシップ:年度末に行われた年間チャンピオン決定戦。まずはこの時点でK-2の5チーム(厳密に言うとこの時点でのK2のチームは6チームだったが、1チームは1学期優勝チームのため無条件で出場権を獲得)のトーナメントによりK-2の代表チームが決定。その後、1学期優勝チームと2学期優勝チーム、K2代表チーム、更に視聴者チームの中から番組の推薦を受けたチームを加えての4チームがトーナメントで対戦。まず、1学期優勝チームとK2代表チームが対戦、次に2学期優勝チームと視聴者代表チームが対戦、最後にそれぞれのカードの勝者が対戦し、勝ち残ったほうが優勝。なお、2学期第2位のチームにはチャンピオンシップ出場チャンスは一切与えられなかった。
  - このチャンピオンシップにおいてK2代表となったのは1学期・2学期共にK2だった唯一のチームであり、したがってこの年度は史上初かつ唯一の全ての戦士にK1の舞台で試合を行う機会が与えられた年度となった。
- オールスター戦:9月に放送されたUtoとLetsの選抜選手による特別試合。各チームの選抜選手を決める視聴者投票が6月に行われ、それぞれのベスト5がチーム代表として交代しながらゲームを行った。

### チーム
チーム名の由来は四字熟語から。
| チーム           | メンバー                                       | 主な戦績                                                  |
| ---------------- | ---------------------------------------------- | --------------------------------------------------------- |
| 唯我ドクソンズ   | 千秋レイシー、加藤ジーナ、松尾瑠璃             | 1stステージ：4位(降格) 2ndステージ:K2                     |
| 波乱バンジョウズ | 木村遼希、木内梨生奈、渡邉聖斗                 | 1stステージ：優勝 2ndステージ:3位 チャンピオンシップ:優勝 |
| 天真ランマンズ   | 一木有海、細田羅夢、丸山瀬南                   | 1stステージ：2位(降格) 2ndステージ:K2                     |
| 大胆フテキーズ   | 千葉一磨、鍋本帆乃香、メロディー・チューバック | 1stステージ：3位(降格) 2ndステージ:K2                     |
| 電光セッカーズ   | 藤田ライアン、川﨑樹音、荒木次元               | 1stステージ：K2 2ndステージ:優勝 チャンピオンシップ:2位   |
| 切磋タクマーズ   | 渡邊エリー、長谷川あかり、吉野翔太             | 1stステージ：K2 2ndステージ:2位                           |
| 奇想テンガイズ   | 笠原拓巳、小関裕太、藤井千帆                   | 1stステージ：K2 2ndステージ:3位(降格)                     |
| 快刀ランマーズ   | 細川藍、日向滉一、ミッチェル・ベンジャミン     | 年間通してK2 チャンピオンシップ:4位                       |

| チーム             | メンバー                                                             | 戦績 |
| ------------------ | -------------------------------------------------------------------- | ---- |
| Utoオールスターズ  | 千葉一磨、日向滉一、細川藍(選手兼監督)、藤井千帆、丸山瀬南           | 敗北 |
| Letsオールスターズ | 木村遼希(選手兼監督)、渡邉聖斗、川﨑樹音、長谷川あかり、藤田ライアン | 勝利 |

### 放送日程
水曜日（一部の回は火曜日）に放送。
| 放送日          | 内容                                           | 内容                                           | 内容                                           | 内容                                                 | 脚注            |
| --------------- | ---------------------------------------------- | ---------------------------------------------- | ---------------------------------------------- | ---------------------------------------------------- | --------------- |
| 2007年 04月04日 | 千葉一磨の新チームが山梨県の日本航空学園で特訓 | 千葉一磨の新チームが山梨県の日本航空学園で特訓 | 千葉一磨の新チームが山梨県の日本航空学園で特訓 | 千葉一磨の新チームが山梨県の日本航空学園で特訓       | [ 83 ]          |
| 2007年 04月11日 | 天真ランマンズ                                 | 000 FG2                                        | 000 FG1                                        | 大胆フテキーズ                                       | [ 84 ]          |
| 2007年 04月11日 | 波乱バンジョウズ                               | 020                                            | 000                                            | 唯我ドクソンズ                                       | [ 84 ]          |
| 2007年 04月18日 | 唯我ドクソンズ                                 | 000 FG1                                        | 000 FG2                                        | 大胆フテキーズ                                       | [ 85 ]          |
| 2007年 04月18日 | 天真ランマンズ                                 | 000                                            | 028                                            | 波乱バンジョウズ                                     | [ 85 ]          |
| 2007年 04月18日 | 天真ランマンズ                                 | 000 FG2                                        | 000 FG1                                        | 唯我ドクソンズ                                       | [ 85 ]          |
| 2007年 04月18日 | 大胆フテキーズ                                 | 000                                            | 008                                            | 波乱バンジョウズ                                     | [ 85 ]          |
| 2007年 04月25日 | 波乱バンジョウズ                               | 040                                            | 000                                            | 千葉県 大網白里町立大網東小学校 大網白里フェニックス | [ 86 ]          |
| 2007年 05月09日 | 天真ランマンズ                                 | 000 FG2                                        | 000 FG1                                        | 和歌山県 和歌山市立宮前小学校 宮前ファイターズ       | [ 87 ]          |
| 2007年 05月16日 | 唯我ドクソンズ                                 | 000                                            | 064                                            | 大分県 日田市立静修小学校 大鶴サンシャインズ         | [ 88 ]          |
| 2007年 05月23日 | 大胆フテキーズ                                 | 000 FG3                                        | 000 FG2                                        | 長野県 東御市立祢津小学校 祢津MAXアポーズ            | [ 89 ]          |
| 2007年 05月30日 | 波乱バンジョウズ                               | 008                                            | 020                                            | 埼玉県 吉川市立旭小学校 旭なまーず                   | [ 90 ]          |
| 2007年 06月13日 | 天真ランマンズ                                 | 008                                            | 000                                            | 大阪府 岸和田市立東葛城小学校 東葛城ドラゴンズ       | [ 91 ]          |
| 2007年 06月20日 | 唯我ドクソンズ                                 | 000 FG8                                        | 000 FG9                                        | 福岡県 福岡市立城原小学校 城小SMILYS                 | [ 92 ]          |
| 2007年 06月27日 | 大胆フテキーズ                                 | 000 FG1                                        | 000 FG2                                        | 山梨県 中央市立三村小学校 風林火山ミラクル三重士     | [ 93 ]          |
| 2007年 07月04日 | 波乱バンジョウズ                               | 036                                            | 000                                            | 天真ランマンズ                                       | [ 94 ]          |
| 2007年 09月12日 | Letsオールスターズ                             | 052                                            | 000                                            | Utoオールスターズ                                    | [ 95 ]          |
| 2007年 09月18日 | 電光セッカーズ                                 | 020                                            | 000                                            | 天真ランマンズ                                       | [ 96 ]          |
| 2007年 09月19日 | 快刀ランマーズ                                 | 000                                            | 020                                            | 切磋タクマーズ                                       | [ 97 ]          |
| 2007年 09月19日 | 電光セッカーズ                                 | 008                                            | 000                                            | 奇想テンガイズ                                       | [ 97 ]          |
| 2007年 09月19日 | FG決戦                                         | 1位                                            | FG5                                            | 奇想テンガイズ                                       | [ 97 ]          |
| 2007年 09月19日 | FG決戦                                         | 2位                                            | FG4                                            | 天真ランマンズ                                       | [ 97 ]          |
| 2007年 09月19日 | FG決戦                                         | 3位                                            | FG2                                            | 快刀ランマーズ                                       | [ 97 ]          |
| 2007年 09月26日 | 電光セッカーズ                                 | 060                                            | 048                                            | 北海道 函館市立八幡小学校 イカイカWaters             | [ 98 ]          |
| 2007年 10月10日 | 波乱バンジョウズ                               | 144                                            | 028                                            | 長崎県 大村市立三城小学校 三城さくらちゃんぽんズ     | [ 99 ]          |
| 2007年 10月17日 | 切磋タクマーズ                                 | 020 FG2                                        | 020 FG0                                        | 群馬県 前橋市立山王小学校 山王三山ミラクルS          | [ 100 ]         |
| 2007年 10月24日 | 奇想テンガイズ                                 | 040                                            | 048                                            | 静岡県 静岡市立駒形小学校 安倍川もっちーズ           | [ 101 ]         |
| 2007年 11月07日 | 電光セッカーズ                                 | 068                                            | 000                                            | 青森県 野辺地町立野辺地小学校 野小★クロカンチーム    | [ 102 ]         |
| 2007年 11月14日 | 波乱バンジョウズ                               | 040                                            | 020                                            | 滋賀県 草津市立玉川小学校 びわこイーグルス           | [ 103 ]         |
| 2007年 11月21日 | 切磋タクマーズ                                 | 060                                            | 020                                            | 福井県 福井市足羽小学校 福井カニカニチョッキンズ     | [ 104 ]         |
| 2007年 11月28日 | 奇想テンガイズ                                 | 048                                            | 000                                            | 神奈川県 相模原市立藤野北小学校 藤野YUZUキッズ       | [ 105 ] [ 106 ] |
| 2007年 12月05日 | 電光セッカーズ                                 | 068                                            | 000                                            | 茨城県 水戸市立吉田小学校 水戸ネバネバなっトリオ     | [ 107 ]         |
| 2008年 01月16日 | 波乱バンジョウズ                               | 028 FG1                                        | 028 FG3                                        | 奈良県 山添村立やまぞえ小学校 山添お茶っぱーず       | [ 108 ]         |
| 2008年 01月23日 | 切磋タクマーズ                                 | 040                                            | 048                                            | 京都府 与謝野町立市場小学校 市場ひまわりMAX          | [ 109 ]         |
| 2008年 01月30日 | 奇想テンガイズ                                 | 048                                            | 020                                            | 東京都 杉並区立荻窪小学校 エトワール荻小             | [ 110 ]         |
| 2008年 02月13日 | 奇想テンガイズ                                 | 028                                            | 000                                            | 切磋タクマーズ                                       | [ 111 ]         |
| 2008年 02月13日 | 波乱バンジョウズ                               | 060                                            | 000                                            | 奇想テンガイズ                                       | [ 111 ]         |
| 2008年 02月13日 | 波乱バンジョウズ                               | 040 0●                                         | 040 0○                                         | 切磋タクマーズ                                       | [ 111 ]         |
| 2008年 02月13日 | FG決戦                                         | 勝者                                           | 勝者                                           | 切磋タクマーズ                                       | [ 111 ]         |
| 2008年 02月19日 | 奇想テンガイズ                                 | 060                                            | 000                                            | 天真ランマンズ                                       | [ 112 ]         |
| 2008年 02月19日 | 大胆フテキーズ                                 | 000                                            | 008                                            | 快刀ランマーズ                                       | [ 112 ]         |
| 2008年 02月20日 | 奇想テンガイズ                                 | 008                                            | 000                                            | 唯我ドクソンズ                                       | [ 113 ]         |
| 2008年 02月20日 | 奇想テンガイズ                                 | 020                                            | 040                                            | 快刀ランマーズ                                       | [ 113 ]         |
| 2008年 02月26日 | 波乱バンジョウズ                               | 048                                            | 008                                            | 快刀ランマーズ                                       | [ 114 ]         |
| 2008年 02月27日 | 電光セッカーズ                                 | 060                                            | 048                                            | 安倍川もっちーズ                                     | [ 115 ]         |
| 2008年 02月27日 | 電光セッカーズ                                 | 020                                            | 064                                            | 波乱バンジョウズ                                     | [ 115 ]         |

## 2008年度

### 特徴
基本ルールは2007年度と同じ。2学期のK-1昇格戦は4チームによるリーグ戦を行った。

### チーム
チーム名の由来は物の様子を表す言葉と動物から。
| チーム                   | メンバー                                       |
| ------------------------ | ---------------------------------------------- |
| はんなりドルフィンズ     | 川﨑樹音、藤井千帆、水本凜                     |
| はにかみモンキーズ       | 吉野翔太、丸山瀬南、ミッチェル・ベンジャミン   |
| しなやかパンサーズ       | 荒木次元、鍋本帆乃香、木村遼                   |
| しゃきしゃきファルコンズ | 渡邉聖斗、加藤ジーナ、重本ことり               |
| のほほんエレファンツ     | 小関裕太、細田羅夢、田中理来                   |
| ちゃっかりライオンズ     | 千葉一磨、島田翼、伊藤元太                     |
| いささかペンギンズ       | 笠原拓巳、長谷川あかり、中村あやの             |
| うるわしコアラーズ       | 武田聖夜、メロディー・チューバック、山田樹里亜 |

| チーム         | メンバー                                                           |
| -------------- | ------------------------------------------------------------------ |
| 天才ドリームズ | 藤井千帆、細田羅夢、渡邉聖斗、島田翼、木村遼                       |
| てれびスターズ | 長谷川あかり、荒木次元、田中理来、水本凜、ミッチェル・ベンジャミン |

### 放送日程
月曜日に放送（一部の回を除く）。
| 放送日          | 先攻                      | 先攻    | 後攻    | 後攻                                                   | 脚注    |
| --------------- | ------------------------- | ------- | ------- | ------------------------------------------------------ | ------- |
| 2008年 04月07日 | しなやか パンサーズ       | 028     | 040     | はにかみ モンキーズ                                    | [ 116 ] |
| 2008年 04月07日 | はんなり ドルフィンズ     | 020     | 000     | しゃきしゃき ファルコンズ                              | [ 116 ] |
| 2008年 04月08日 | しなやか パンサーズ       | 084     | 000     | しゃきしゃき ファルコンズ                              | [ 117 ] |
| 2008年 04月08日 | はにかみ モンキーズ       | 020     | 000     | はんなり ドルフィンズ                                  | [ 117 ] |
| 2008年 04月08日 | はんなり ドルフィンズ     | 020 FG1 | 020 FG2 | しなやか パンサーズ                                    | [ 117 ] |
| 2008年 04月08日 | しゃきしゃき ファルコンズ | 000 FG2 | 000 FG3 | はにかみ モンキーズ                                    | [ 117 ] |
| 2008年 04月14日 | しゃきしゃき ファルコンズ | 020 FG2 | 020 FG0 | 岡山県 岡山市立芳明小学校 岡山マスカットスマイリーズ   | [ 118 ] |
| 2008年 04月21日 | はんなり ドルフィンズ     | 020     | 000     | 東京都 品川区立品川小学校 大江戸やんちゃらキッズ       | [ 119 ] |
| 2008年 05月05日 | はにかみ モンキーズ       | 020     | 000     | 静岡県 焼津市立小川小学校 焼津かつお武ッ士ーズ         | [ 120 ] |
| 2008年 05月12日 | しなやか パンサーズ       | 108     | 020     | 鹿児島県 大崎町立持留小学校 かごんま西郷ーズ           | [ 121 ] |
| 2008年 05月19日 | しゃきしゃき ファルコンズ | 020     | 028     | 香川県 丸亀市立郡家小学校 丸亀うちわミラクルズ         | [ 122 ] |
| 2008年 05月26日 | はんなり ドルフィンズ     | 000     | 020     | 山梨県 甲府市立里垣小学校 山梨信玄ズ                   | [ 123 ] |
| 2008年 06月09日 | はにかみ モンキーズ       | 000     | 020     | 千葉県 佐倉市立千代田小学校 佐倉ピーナッツスリースター | [ 124 ] |
| 2008年 06月16日 | しなやか パンサーズ       | 020     | 000     | 宮崎県 新富町立新田小学校 宮崎ベースボールガールズ     | [ 125 ] |
| 2008年 06月23日 | はにかみ モンキーズ       | 000     | 020     | はんなり ドルフィンズ                                  | [ 126 ] |
| 2008年 06月23日 | しなやか パンサーズ       | 020 FG1 | 020 FG2 | しゃきしゃき ファルコンズ                              | [ 126 ] |
| 2008年 06月23日 | しなやか パンサーズ       | 020     | 000     | はんなり ドルフィンズ                                  | [ 126 ] |
| 2008年 06月30日 | しゃきしゃき ファルコンズ | 020     | 040     | はにかみ モンキーズ                                    | [ 127 ] |
| 2008年 06月30日 | しゃきしゃき ファルコンズ | 020     | 000     | はんなり ドルフィンズ                                  | [ 127 ] |
| 2008年 06月30日 | しなやか パンサーズ       | 036     | 020     | はにかみ モンキーズ                                    | [ 127 ] |
| 2008年 09月08日 | ちゃっかり ライオンズ     | 040     | 000     | うるわし コアラーズ                                    | [ 128 ] |
| 2008年 09月08日 | のほほん エレファンツ     | 008     | 000     | いささか ペンギンズ                                    | [ 128 ] |
| 2008年 09月08日 | のほほん エレファンツ     | 008     | 000     | ちゃっかり ライオンズ                                  | [ 128 ] |
| 2008年 09月16日 | うるわし コアラーズ       | 008     | 000     | のほほん エレファンツ                                  | [ 129 ] |
| 2008年 09月16日 | いささか ペンギンズ       | 020     | 000     | うるわし コアラーズ                                    | [ 129 ] |
| 2008年 09月16日 | いささか ペンギンズ       | 000     | 008     | ちゃっかり ライオンズ                                  | [ 129 ] |
| 2008年 09月22日 | 天才 ドリームス           | 048     | 068     | てれび スターズ                                        | [ 130 ] |
| 2008年 10月06日 | しなやか パンサーズ       | 000 FG1 | 000 FG2 | はにかみ モンキーズ                                    | [ 131 ] |
| 2008年 10月06日 | のほほん エレファンツ     | 028     | 000     | ちゃっかり ライオンズ                                  | [ 131 ] |
| 2008年 10月06日 | ちゃっかり ライオンズ     | 000 FG0 | 000 FG2 | しなやか パンサーズ                                    | [ 131 ] |
| 2008年 10月13日 | はにかみ モンキーズ       | 008     | 020     | のほほん エレファンツ                                  | [ 132 ] |
| 2008年 10月13日 | のほほん エレファンツ     | 016     | 020     | しなやか パンサーズ                                    | [ 132 ] |
| 2008年 10月13日 | ちゃっかり ライオンズ     | 000     | 020     | はにかみ モンキーズ                                    | [ 132 ] |
| 2008年 10月20日 | しなやか パンサーズ       | 068     | 000     | 沖縄県 豊見城市立上田小学校 チバリヨファイターズ       | [ 133 ] |
| 2008年 10月27日 | はにかみ モンキーズ       | 020     | 000     | 愛知県 名古屋市立山田小学校 シャチホコだぎゃーず       | [ 134 ] |
| 2008年 11月10日 | ちゃっかり ライオンズ     | 028     | 000     | 神奈川県 大和市立大和東小学校 大和東っ子サーティーズ   | [ 135 ] |
| 2008年 11月17日 | のほほん エレファンツ     | 076     | 008     | 東京都 昭島市立拝島第四小学校 昭島ほたるーズ           | [ 136 ] |
| 2008年 11月24日 | しなやか パンサーズ       | 008 FG2 | 008 FG0 | 沖縄県読谷村 OCSI OCSIチャンプルーズ                   | [ 137 ] |
| 2008年 12月01日 | はにかみ モンキーズ       | 040     | 000     | 群馬県 吉井町立多胡小学校 上州だんべえず               | [ 138 ] |
| 2009年 01月05日 | ちゃっかり ライオンズ     | 008     | 020     | 茨城県 笠間市立宍戸小学校 ねばるっぺファイターズ       | [ 139 ] |
| 2009年 01月12日 | のほほん エレファンツ     | 084     | 020     | 東京都 墨田区立柳島小学校 墨田横綱パワーズ             | [ 140 ] |
| 2009年 01月19日 | しなやか パンサーズ       | 000     | 008     | ちゃっかり ライオンズ                                  | [ 141 ] |
| 2009年 01月19日 | はにかみ モンキーズ       | 000     | 020     | のほほん エレファンツ                                  | [ 141 ] |
| 2009年 01月19日 | ちゃっかり ライオンズ     | 040     | 060     | はにかみ モンキーズ                                    | [ 141 ] |
| 2009年 01月26日 | のほほん エレファンツ     | 048     | 008     | ちゃっかり ライオンズ                                  | [ 142 ] |
| 2009年 01月26日 | しなやか パンサーズ       | 056     | 060     | はにかみ モンキーズ                                    | [ 142 ] |
| 2009年 01月26日 | のほほん エレファンツ     | 000 FG1 | 000 FG2 | しなやか パンサーズ                                    | [ 142 ] |
| 2009年 01月26日 | のほほん エレファンツ     | FG5     | FG4     | はにかみ モンキーズ                                    | [ 142 ] |
| 2009年 02月09日 | はんなり ドルフィンズ     | 016     | 020     | うるわし コアラーズ                                    | [ 143 ] |
| 2009年 02月09日 | しゃきしゃき ファルコンズ | 000 FG2 | 000 FG0 | いささか ペンギンズ                                    | [ 143 ] |
| 2009年 02月16日 | しゃきしゃき ファルコンズ | 020     | 028     | うるわし コアラーズ                                    | [ 144 ] |
| 2009年 02月17日 | しなやか パンサーズ       | 064     | 008     | うるわし コアラーズ                                    | [ 145 ] |
| 2009年 02月17日 | のほほん エレファンツ     | 064     | 000     | 千葉県 佐倉市立千代田小学校 佐倉ピーナッツスリースター | [ 145 ] |
| 2009年 02月18日 | のほほん エレファンツ     | 064     | 020     | しなやか パンサーズ                                    | [ 146 ] |

## 天才てれびくんhello,
『天才てれびくんhello,』で放送。天才てれびくん放送開始30周年企画第1弾として14年ぶりに復活。
| 天才てれびくんMAX                               | 天才てれびくんhello,                    |
| ----------------------------------------------- | --------------------------------------- |
| 16 伊倉愛実 39 前田公輝 47 飯田里穂 88 笠原拓巳 | 11 稲毛眞生 23 阿比留照太 34 大谷紅緒 0 |

放送日程
1. 2023年01月17日 火曜 [148][149]
2. 2023年01月24日 火曜 [150][151]
3. 2023年01月31日 火曜 [152][153]
4. 2023年02月07日 火曜 [154][155]

試合結果
| チーム | 前半 | 後半 | 計 |
| ------ | ---- | ---- | -- |
| MAX    | 20   | 20   | 40 |
| hello, | 28   | 20   | 48 |
フィールドゴール対決
| 投 | MAX      | MAX | hello, | hello,     |
| -- | -------- | --- | ------ | ---------- |
| 1  | 笠原拓巳 | ○   | ×      | 稲毛眞生   |
| 2  | 飯田里穂 | ×   | ○      | 大谷紅緒   |
| 3  | 伊倉愛実 | ×   | ×      | 阿比留照太 |
| 4  | 前田公輝 | ○   | ○      | 稲毛眞生   |
| 5  | 笠原拓巳 | ○   | ○      | 大谷紅緒   |
| 6  | 飯田里穂 | ×   | ○      | 阿比留照太 |

## 2023年度
茶の間戦士の参加対象年齢は小学4年から中学2年。

### チーム
| チーム               | メンバー                                      |
| -------------------- | --------------------------------------------- |
| ウルトラスマイルズ   | 29 新井琉月 55 金児莉良 64 江口慶 89 盛武美音 |
| ハイテンションズ     | 11 丸山煌翔 55 池村咲良 89 金児莉良           |
| エナジーファイヤーズ | 34 今野斗葵 64 池村咲良 89 新井琉月           |

### 放送日程
| 放送日 / 進行             | 先攻                            | 先攻 | 後攻 | 後攻                          | 脚注            |
| ------------------------- | ------------------------------- | ---- | ---- | ----------------------------- | --------------- |
| 2023年07月11日 小島よしお | 神奈川県川崎市 カラフルガールズ | 0    | 0    | てれび戦士 ウルトラスマイルズ | [ 157 ] [ 158 ] |
| 2023年07月18日 小島よしお | てれび戦士 ウルトラスマイルズ   | 0    | 0    | 東京都大田区 ナシトウメガネ   | [ 159 ] [ 160 ] |
| 2023年10月17日 たける     | 新潟県新発田市 米っ子3          | 0    | 20   | てれび戦士 ハイテンションズ   | [ 161 ] [ 162 ] |
| 2023年10月24日 たける     | てれび戦士 ハイテンションズ     | 68   | 20   | 新潟県新発田市 タレかつ三兄弟 | [ 163 ] [ 164 ] |
| 2024年01月30日 飯田里穂   | てれび戦士 エナジーファイヤーズ | 40   | 48   | 愛知県名古屋市 ライトバレー   | [ 165 ] [ 166 ] |
| 2024年02月06日 飯田里穂   | てれび戦士 エナジーファイヤーズ | 60   | 48   | 愛知県名古屋市 チームKMK      | [ 167 ] [ 168 ] |

## 生放送版「紙フト」
| 番組   | 年度      | 名称         |
| ------ | --------- | ------------ |
| hello, | 2020-2022 | 超電空紙フト |
| 無印2  | 2023      | ジオ紙フト   |